# علي شورب
علي شورب هو علي بن البشير الصغير، شهر شْوِرِّب (بتسكين الشين وكسر الواو وتضعيف الراء وكسرها)، لنتوء شفتيه، ولد في 18 يناير 1930 وتوفي مقتولا في 9 مايو 1972، وهو مجرم تونسي، ينسبه بعضهم إلى الصعلكة الشريفة.
بدأ يعرف السجن إثر إعتدآت الاحتلال على الشعب وفرض سلطتها إذ قتل والده وشورب في 16 من عمره وقد كان يسجن ليخرج من السجن ثم يدخل إليه من جديد بتهم العنف والتشويش والسكر. فهو أشهر سجين في تاريخ تونس، فقد حوكم في ما يربو عن 100 قضية، بين عنف وسرقة وبلطجة وتعكير للصفو العام وقضايا أخرى.
وقد عاش في الحلفاوين بالعاصمة التونسية. رغم قوته البدنية وغضبه السريع وردة فعله العنيفة لم يكن يخاف شخصا غير أمه وهذا ما طرح تساؤلات عديدة عن خوفه واحترامه لأمه.[بحاجة لمصدر] وهو شخصية شغلت الناس في فترة من تاريخ تونس العاصمة وبثت فيها الوجل. انتهت حياة علي شورب مقتولاً بعد اشتباك عنيف مع بعض السكارى في 9 مايو 1972.

## جدل حول شخصيته
هناك من يدعو إلى تكريمه -رغم جرائمه - كمناضل امام قوات الاستعمار اذ كان يعير لبلاده تقديرا واحتراما جليلاً.[بحاجة لمصدر]
استشهد بشخصيته الرئيس الراحل الحبيب بورقيبة في خطاباته، وذكرها عبد العزيز العروي الصحفي والحكواتي المعروف.[بحاجة لمصدر]
لكن هناك من لا يراه الا شخصاً منحرفاً ومجرماً لا يستحق التكريم[من؟].
توفى والده وعمره 13 سنة والمصدر ابن شقيقته السيد برهان يونس كذلك اشار المصدر بانه لايوجد ماتم الإشارة اليه بأن لديه 1500 قضية وهو محض افتراء وانه عند تشيع جنازته شاركت فيها كل سكان العاصمة التونسية وعرض مسلسل له يحمل تشويه كامل لحقيقة الرجل الذي كان اساسا يعتبر من الفتوات في منطقة الحلفاويين في تونس العاصمة وكان ممن يدافعون عن منطقته وانه كان محبوب من كل سكان منطقة الحلفاويين

## مسلسل علي شورب
جسدت حياته في مسلسل تلفزيوني عرضته القناة التاسعة خلال شهر رمضان 1439-2018، قام بالأدوار فيه كل من لطفي العبدلي ودليلة مفتاحي وجمال المداني وفريال يوسف وليلى بن خليفة. المسلسل مكون من عشرين حلقة تلفزيونية.